# Stachowiczki
Stachowiczki est une localité polonaise de la gmina et du powiat de Świdnica en voïvodie de Basse-Silésie.